# Rathdrum (ort i Irland)
Rathdrum (iriska: Ráth Droma) är en ort i republiken Irland.   Den ligger i grevskapet Wicklow och provinsen Leinster, i den östra delen av landet, 50 km söder om huvudstaden Dublin. Rathdrum ligger 145 meter över havet och antalet invånare är 1 586.
Terrängen runt Rathdrum är kuperad åt nordväst, men åt sydost är den platt.Runt Rathdrum är det ganska glesbefolkat, med 25 invånare per kvadratkilometer. Närmaste större samhälle är Wicklow, 13,6 km öster om Rathdrum. Trakten runt Rathdrum består i huvudsak av gräsmarker.